# Pellingen

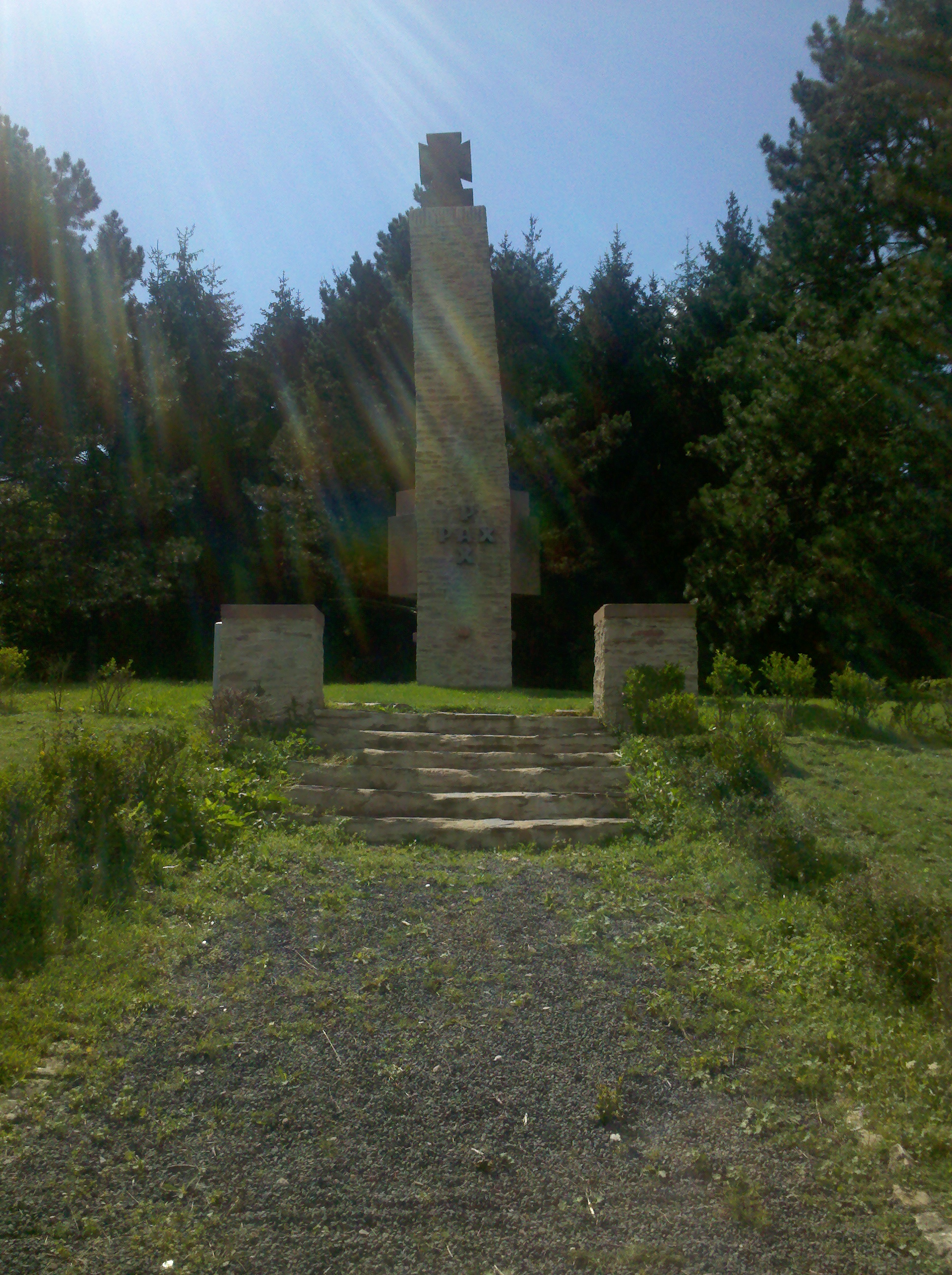
Ehrenmal bei Pellingen

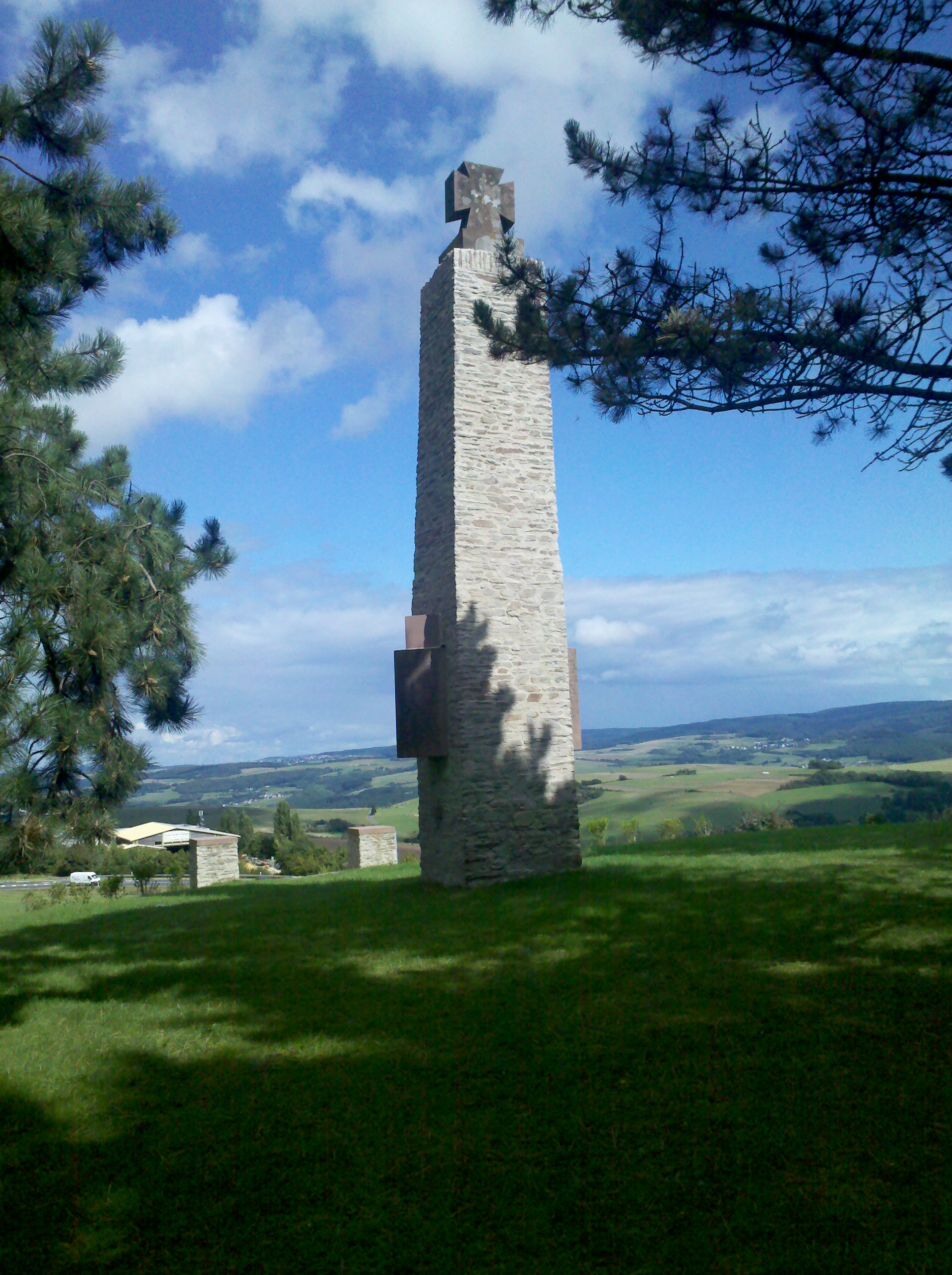
Ehrenmal mit Aussicht über die Landschaft

Pellingen ist eine Ortsgemeinde im Landkreis Trier-Saarburg in Rheinland-Pfalz. Sie gehört der Verbandsgemeinde Konz an.

## Geographie
Pellingen ist Namensgeber der naturräumlichen Einheit Pellinger Hochflächen.
Zu Pellingen gehören auch die Gemeindeteile Jagdhütte und Hof Langenstein.
Pellingen grenzt an die Gemarkungen von Franzenheim, Ollmuth, Lampaden, Paschel, Oberemmel und Krettnach.

### Klima
Der mittlere Jahresniederschlag (Datenbasis DWD) liegt zwischen 800 und 900 mm.

## Geschichte

### Frühgeschichte

#### Altsteinzeit (um 50.000 v. Chr.)
Fund eines Faustkeils aus der Altsteinzeit beim Wacken. (Quelle: Landesmuseum Trier)

#### Jungsteinzeit (5000–3500 v. Chr.)
Bruchstück einer neolithischen Schneide unter den keltischen Fürstengräbern (Indiz/Quelle: Ausgrabungen der Fürstengräber, Landesmuseum Trier)

### Altertum

#### Bronzezeit (2200 – 800 v. Chr.)
Bruchstück unter den keltischen Fürstengräbern (Indiz/Quelle: Ausgrabungen der Fürstengräber, Landesmuseum Trier)

#### Hallstattzeit (800–450 v. Chr.)
Samen von Unkräutern in einer älteren Siedlungsschicht unterhalb des keltischen Fürstengrabes bezeugen erste ackerbauliche Tätigkeiten auf der Pellinger Hochfläche. (Quelle: Ausgrabungen der Fürstengräber, Landesmuseum Trier)

#### Latènezeit (450–50 v. Chr.)
Älteste Funde belegen, dass die Pellinger Gemarkung als Wohngebiet keltischer Urbevölkerung vom Volk der Treverer anzusehen ist. Entlang einer alten keltischen Verkehrsachse vom heutigen Saarland über Trier wurden an den „Drei Köpfen“ drei Hügelgräber entdeckt, durch deren Inhalt – Beigaben für die Toten – sie als keltische Fürstengräber (5. bis 4. Jahrhundert v. Chr.) identifiziert werden konnten. Insbesondere die dort gefundenen Stoffreste geben einen guten Einblick in das damalige Alltagsleben. Etruskische Ornamente bei den Grabbeigaben belegen weitreichende Handelsbeziehungen bis in den Mittelmeerraum in der vorrömischen Zeit. (Quelle: Ausgrabungen der Fürstengräber, Landesmuseum Trier)

#### Römerzeit
Nach der Eroberung des Treverer-Gebietes durch Julius Cäsar wurde auch über die Pellinger Höhen entlang eines vermutlich alten Keltenweges eine römische Heerstraße ausgebaut, die das römische Trier (Augusta Treverorum) mit den wichtigen Handelszentren Contiomagus (Dillingen-Pachten) und Teulegium (Tholey) verbanden. Eine römische Theatermaske und eine Stele mit dem Gesicht eines Satyrs sind auch heute noch in der Pfarrkirche St. Antonius zu sehen. Neueste Ausgrabungen belegen weitere Standorte von kleinen römischen Besiedlungen im Umfeld der Römerstraße. Es sind hierbei nicht diese großen Landvillen wie an der Mosel, sondern kleine Gebäude. Vielleicht waren es Gebäude von Pächterfamilien? Nachweisliche verkohlte Holzreste an diesen Fundstätten beweisen, dass diese Gebäude während des Germaneneinfalls um 275 n. Chr. heimgesucht wurden.

### Mittelalter
Eine erste urkundliche Erwähnung findet sich im Jahr 973. Hier bestätigte Kaiser Otto II. der Abtei Oeren (St. Irminen) den Besitz von „Pellinc“ = Pellingen. Diese Nennung bereitet den Historikern noch einige Schwierigkeiten, da der Ort weder vorher noch nachher als Besitztum der Abtei Oeren/St. Irminen zu finden ist. Der Historiker Petrus Becker vermutet in der Chronik der Benediktinerabtei, dass es sich hierbei um rechts des Olewiger Baches und ursprünglich zu Pellingen gehörende Besitztümer handelt, die später unter Poppo zum Komplex Franzenheim-Ollmuth gefallen sind. Der Kirchenhistoriker Ferdinand Pauly folgert demnach auch, dass die Abtei St. Matthias bereits in frühester Zeit ein Gebiet zur Seelsorge besaß, welches sich von der südlichen Stadt Trier bis weit in das Pellinger Bergland erstreckte. Im Jahre 1148 bestätigte Papst Eugen III. der Abtei ihre Besitzungen. Hier wird „Pellinc“ mit Kirche und Grundherrschaft erwähnt. Dies ist gleichzeitig der erste Nachweis einer Kirche in Pellingen. 1787 wurden Krettnach, Ober- und Niedermennig von der Pfarrei Pellingen abgetrennt. Die klösterliche Herrschaft endete mit der Französischen Revolution.

### Neuzeit

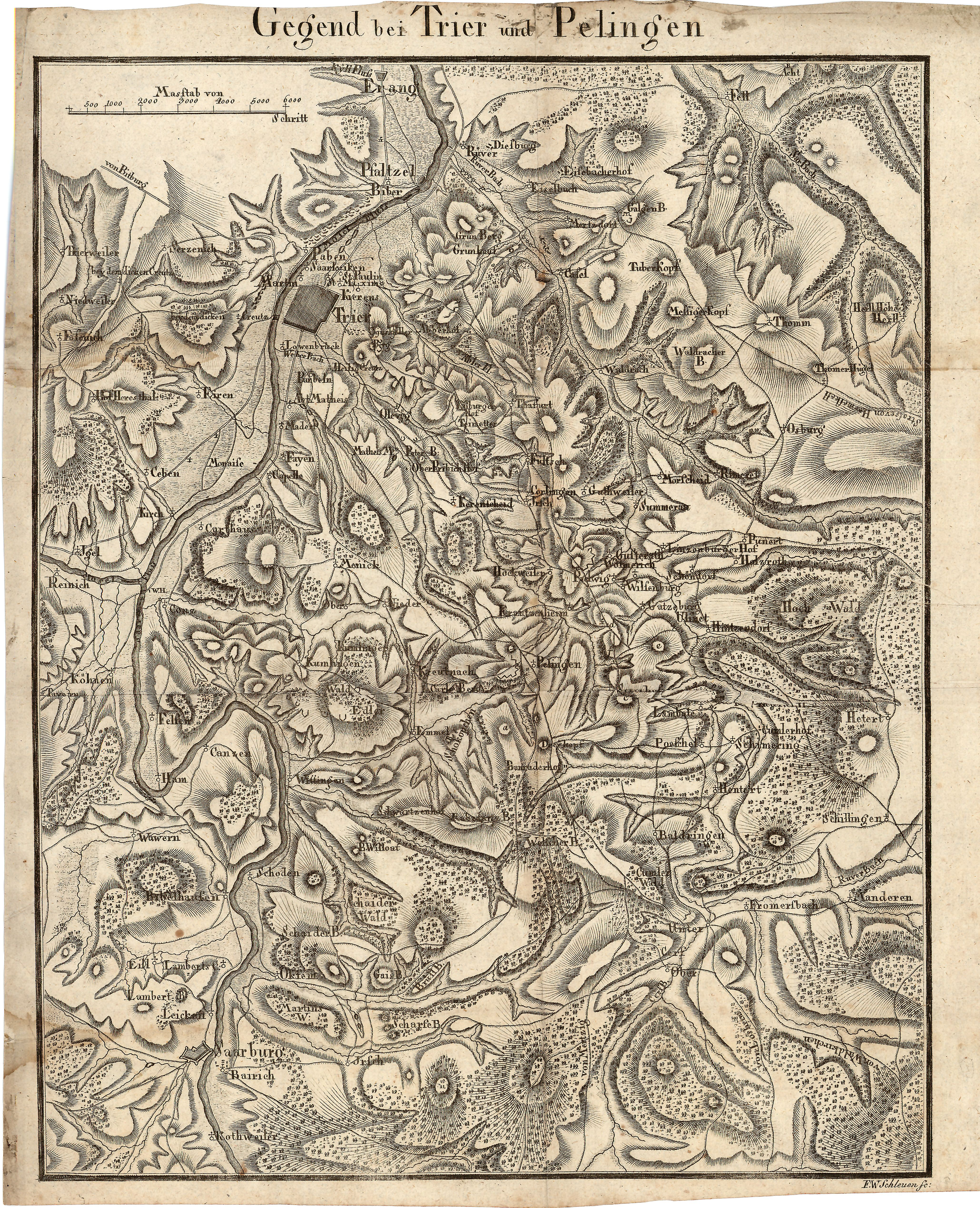
Gegend um Trier und Pellingen 1798

#### Pellinger Schanzen
Zur Verteidigung der Stadt Trier gegen die von der Festung Saarlouis vorrückenden französischen Revolutionstruppen wurden die Pellinger Schanzen als Verteidigungslinie entlang der alten Römerstraße ausgebaut. Im Jahre 1792 konnten die französischen Truppen noch zurückgeschlagen werden. In der entscheidenden Schlacht am 8. August 1794 mussten sich die alliierten österreichischen, preußischen und trierischen Truppen der über 15.000 Mann starken französischen Übermacht unter General Moreaux geschlagen geben. Der Einmarsch der Revolutionstruppen am nächsten Tag in der Stadt Trier läutete das baldige Ende des Kurfürstentums Trier ein, das schließlich mit der Eroberung von Koblenz im Oktober 1794 durch die Franzosen faktisch unterging. Offiziell aufgelöst wurde Kurtrier allerdings erst 1803, durch den Reichsdeputationshauptschluss. Moreaux' Name ist auf einer Tafel am Triumphbogen in Paris verewigt.

#### Zweiter Weltkrieg
Am 1. März 1945 nahmen vorrückende US-Truppen Pellingen ein.

### Bevölkerungsentwicklung
Die Entwicklung der Einwohnerzahl von Pellingen, die Werte von 1871 bis 1987 beruhen auf Volkszählungen:
| Jahr | Einwohner |
| ---- | --------- |
| 1815 | 245       |
| 1835 | 379       |
| 1871 | 526       |
| 1905 | 483       |
| 1939 | 535       |

| Jahr | Einwohner |
| ---- | --------- |
| 1950 | 515       |
| 1961 | 570       |
| 1970 | 652       |
| 1987 | 937       |
| 1997 | 957       |

| Jahr | Einwohner |
| ---- | --------- |
| 2005 | 1.001     |
| 2011 | 1.002     |
| 2017 | 1.126     |
| 2023 | 1.255     |

## Politik

### Gemeinderat
- SPD: 3
- FWG: 4
- CDU: 9

Der Ortsgemeinderat in Pellingen besteht aus 16 Ratsmitgliedern, die bei der Kommunalwahl am 9. Juni 2024 in einer personalisierten Verhältniswahl gewählt wurden, und dem ehrenamtlichen Ortsbürgermeister als Vorsitzendem.
Die Sitzverteilung im Ortsgemeinderat:
| Wahl | SPD | CDU | FWG | Gesamt   |
| ---- | --- | --- | --- | -------- |
| 2024 | 3   | 9   | 4   | 16 Sitze |
| 2019 | 3   | 9   | 4   | 16 Sitze |
| 2014 | 1   | 8   | 3   | 12 Sitze |
| 2009 | 1   | 7   | 4   | 12 Sitze |
| 2004 | 2   | 5   | 5   | 12 Sitze |
| 1999 | 2   | 4   | 6   | 12 Sitze |

- FWG = Freie Wählergemeinschaft Pellingen e. V.

### Ortsbürgermeister
Andreas Steier (CDU) wurde am 11. Juli 2024 Ortsbürgermeister von Pellingen. Bei der Direktwahl am 9. Juni 2024 war er als einziger Bewerber mit einem Stimmenanteil von 84,2 % für fünf Jahre gewählt worden.
Steiers Vorgänger Wolfgang Willems (CDU) hatte das Amt von Juni 2019 bis 2024 inne. Zuvor war Horst Hoffmann (CDU) von 2009 bis 2019 Ortsbürgermeister von Pellingen.

## Verkehr
Durch Pellingen führt die Bundesstraße 268 von Trier nach Saarbrücken, die in Trier auch als Pellinger Straße bezeichnet wird.
Durch Pellingen fährt die Buslinie 207 Greimerath im Verkehrsverbund Region Trier.